# Jenei Ottó
Jenei/Jeney Ottó (eredeti neve: Jiraschek) (Temesvár, 1900. október 17. – Marosvásárhely, 1960. február 26.) színész.

## Életpályája
Katonatiszti iskolában végzett 1925-ben. 1948–1960 között a marosvásárhelyi Székely Színház tagja volt.
A színészetet vidéki színházakban kezdte, majd a kolozsvári színházhoz került. Epizódszerepeket formált meg. Többnyire erőteljes férfiakat, rámenős, erőszakos figurákat elevenített meg.

## Színházi szerepei
- Mikszáth Kálmán: Különös házasság – Szecsenka János
- Metz István: Jánoska – Kádár
- Gorkij: Jegor Bulicsov és a többiek – Zvoncov
- Gergely Sándor: Vitézek és hősök – Kovács
- Davidoglu: Bányászok – Andrei
- Gribojedov: Az ész bajjal jár – Goricsev
- Burjakovszkij: Üzenet az élőknek – Friedrich
- Gogol: A revizor – Ljapkin-Tyapkin
- Kiss-Kováts: Vihar a havason – jegyző
- Illyés Gyula: Fáklyaláng – Ihász
- Csehov: Leánykérés – Csubukov
- Kós Károly: Budai Nagy Antal – Lépes György
- Gorkij: Vassza Zseleznova – Melnyikov
- Nas: Az esőhozó ember – Seriff
- Sebastian: Lapzárta előtt – Hubert
- Gladkov: Szilveszter – Nagyapa

## Filmjei
- Ismeretlen ellenfél (1940)
- A Gorodi fogoly (1940)
- Cserebere (1940)
- Hétszilvafa (1940)
- Akit elkap az ár (1941)
- A beszélő köntös (1941)
- Szabotázs (1941)
- Csákó és kalap (1941)
- Háry János (1941)
- Haláltánc (1941)
- Kádár kontra Kerekes (1941)
- A kegyelmes úr rokona (1941)
- Behajtani tilos! (1941-1942)
- Egér a palotában (1942)
- Külvárosi őrszoba (1942)